# Archivio per l’antropologia e la etnologia
Archivio per l’Antropologia e la Etnologia (Archiv für Antropologie und Ethnologie) ist eine italienische anthropologische Zeitschrift, die von der Società Italiana di Antropologia e Etnologia (Italienische Gesellschaft für Anthropologie und Ethnologie) veröffentlicht wird. Ihr Erscheinen begann im Jahr 1871, dem Gründungsjahr der Gesellschaft mit Sitz in Florenz. Bereits 1869 war der Lehrstuhl für Anthropologie an der Universität Florenz eingerichtet worden, auf den Paolo Mantegazza berufen worden war.